# 金丸貞三
金丸 貞三（かなまる ていぞう、1916年（大正5年）10月1日 - 1942年（昭和17年）12月24日）は、大日本帝国陸軍の軍人、戦闘機操縦者でエース・パイロット。最終階級は陸軍中尉。

## 経歴
1916年（大正5年）10月1日、宮崎県宮崎市に生まれる。1934年（昭和9年）2月、陸軍少年飛行兵の第1期生として所沢陸軍飛行学校に入校した。1935年（昭和10年）11月に卒業すると、ついで明野陸軍飛行学校で戦闘機の戦技教育を受け、1936年（昭和11年）2月に飛行第8連隊（台湾・屏東）へ配属された。
1937年（昭和12年）7月に支那事変が勃発、8月中旬に戦火が上海に拡大すると、飛行第8連隊の1コ戦闘機中隊を基幹に独立飛行第10中隊（九五式戦闘機装備）が編成され上海戦線に投入された。金丸伍長も同中隊に属して、上海、南京、杭州、蚌埠を転戦した。12月2日、南京上空で中国空軍の戦爆編隊を捕捉した金丸軍曹は、初めての空戦で2機を撃墜、さらに1938年（昭和18年）5月20日、蒙城上空で1機を撃墜した。また、4月10日の蚌埠上空の空戦では、落下傘降下したSB爆撃機の搭乗員を射殺し勇名をはせた。
1940年（昭和15年）12月、陸軍航空士官学校に入校、翌1941年（昭和16年）7月の卒業と同時に少尉に任官、台湾の飛行第50戦隊第3中隊へ配属された。太平洋戦争開戦3日目の12月10日、金丸は僚機2機を率いて味方船団を掩護中、バシー海峡のバスコ付近で来襲したB-17型重爆撃機2機を攻撃した。金丸は2撃で1機から煙を吹かせ、さらにもう1機をトゥゲガラオ東方まで追撃して不確実撃墜したと報告した。このB-17の2機のうち、前者は大破したまま辛うじて帰還し、後者は被弾後に日本海軍の零式艦上戦闘機隊に撃墜された。しかし当時は、難攻不落の「空の要塞」が初めて金丸少尉に、しかも九七式戦闘機の7.7mm機関銃で撃墜されたと大々的に報道された。一方の金丸機は、エンジンに被弾してバシー海峡中の小島に不時着、現地民に助けられ2週間以上のちの12月27日に生還した。
1942年（昭和17年）に入ると第3中隊はバターン半島攻略作戦に参加、金丸は2月9日にリマイ上空でP-40を撃墜した後、ふたたび被弾して不時着したが、幸運にも生還した。4月12日に台中へ転進して戦隊主力と合流すると、輸送機で内地へ帰還した。そして戦隊は4月下旬から6月初旬まで、所沢飛行学校と明野飛行学校で一式戦闘機一型への機種改編と飛行訓練を実施した。9月、飛行第50戦隊はビルマに進出、10月から12月にかけて、アッサム州ティンスキア攻撃、チッタゴン攻撃などの航空戦を展開した。
12月24日夜、マグウェ基地にイギリス空軍のブリストル ブレニム爆撃機が来襲し、金丸は迎撃のために乗機に乗り込み離陸する直前、至近距離に爆弾が落下して機体もろとも炎上、座席の中で戦死した。戦死後中尉に進級。金丸は少年飛行兵を代表する模範的な名手として評判で、その戦死を惜しまれた。総撃墜機数は8機（公認記録、うち3機が支那事変でのスコア）以上とされる。